# Anni 1200
Gli anni 1200 sono il decennio che comprende gli anni dal 1200 al 1209 inclusi.

## Eventi, invenzioni e scoperte
- 1202-1204: Quarta crociata:
  - Assedio di Zara
  - Sacco di Costantinopoli
  - fondazione dell'Impero Latino
- 1202-1205: Filippo Augusto, in guerra contro Giovanni Plantageneto, conquista prima la Normandia e poi tutta la valle della Loira.
- 1204: Innocenzo III ordina ai suoi missionari guidati da Pietro di Castelnuovo di costringere i politici dell’Occitania ad espellere tutti i catari.
- 1208: in conseguenza dell'uccisione, nel gennaio, di Pietro di Castelnuovo, pella quale viene additato il conte di Tolosa Raimondo VI, Innocenzo III indice la Crociata Albigese contro l'eresia catara.
- Crociata Albigese: tra l’estate del 1209 e quella dell’anno successivo i crociati, guidati da Simone di Montfort, assaltano e distruggono le città dell'Occitania, massacrando o espellendo i loro abitanti (Béziers e Narbona nel luglio del 1209, Carcassonne nell’agosto, Albi, Castelnaudary, Castres, Fanjeaux, Limoux, Lombers e Montréal nell’autunno, Bram nel marzo del 1210, Minerve nel giugno).

## Personaggi
- Innocenzo III, papa
- Simone di Montfort, condottiero francese a capo della Crociata Albigese
- Filippo Augusto re di Francia
- Giovanni Plantageneto, detto il Senzaterra